# Кулкев (вулкан)
Кулкев — потухший вулкан в центральной части Камчатки, относится к Срединному хребту.
Абсолютная высота — 915 м, относительная — 400 м. Форма вулкана представляет собой пологий правильный щит. В географическом плане вулканическое сооружение занимает площадь, близкую к окружности с диаметром 7 км, объем изверженного материала 4,5 км³. Возраст вулкана — современный (голоценовый). Дата последнего извержения неизвестна.